# Šahovske kategorije in naslovi
Šahisti se po igralni moči poleg ratingiranja lahko razvrščajo tudi v posamezne kategorije oziroma naslove. 

## Običajni turnirski šah

### Slovenski naslovi

#### Igralci
V okviru Šahovske zveze Slovenije lahko igralci dosežejo naslednje kategorije (od najnižje navzgor):
- igralec brez kategorije (brezkategornik)
- igralec IV kategorije (četrtokategornik) - IV
- igralec III kategorije (tretjekategornik) - III
- igralec II kategorije (drugokategornik) - II
- igralec I kategorije (prvokategornik) - I
- mojstrski kandidat - MK
- slovenski mojster - M

#### Igralke
Podobno lahko šahistke dosežejo:
- igralka brez kategorije (brezkategornica)
- igralka IV kategorije (četrtokategornica) wIV
- igralka III kategorije (tretjekategornica) - wIII
- igralka II kategorije (drugokategornica) - wII
- igralka I kategorije (prvokategornica) - wI
- mojstrska kandidatka - wMK
- slovenska mojstrica - wM

Oznake ženskih kategorij imajo dodano črko W (woman - ženska).

### Mednarodni naslovi

#### Igralci
Mednarodne naslove pa ureja in podeljuje FIDE. Od najnižjega navzgor so to:
- mojstrski kandidat - MK (Candidate Master - CM)
- FIDE mojster - FM (FIDE Master - FM)
- mednarodni mojster - MM (International Master - IM)
- velemojster - VM (Grandmaster - GM)

#### Igralke
Ustrezni ženski naslovi pa so:
- ženska mojstrska kandidatka - wMK (Woman Candidate Master - wCM)
- ženska FIDE mojstrica - wFM (FIDE Woman Master - wFM)
- ženska mednarodna mojstrica - wMM (Woman International Master - wIM)
- ženska velemojstrica - wVM (Woman Grandmaster - wGM)

Naslov mojstra FIDE je na mešanih turnirjih enakovreden naslovu slovenskega mojstra, medtem ko sta naslova mednarodnega mojstra in velemojstra po stopnji nad naslovom slovenskega mojstra. Kljub obstoječim slovenskim kraticam (MM, VM) se pogosteje uporabljajo originalne (IM, GM).
Ženski naslovi niso enakovredni moškim, lahko pa igralka doseže tudi moški naslov. Tako ima npr. ruska igralka Aleksandra Kostenjuk naslov ženske velemojstrice (wGM), hkrati pa tudi velemojster (GM) v moški konkurenci. Igralka z najvišjim ratingom FIDE na svetu je Judit Polgar, ki ima naslov (moški) velemojster - GM.
Namesto oznak CM, FM, IM in GM pa včasih zasledimo tudi krajše: c, f, i ter g za velemojstra.

## Častni in sodniški naslovi
Poleg tega FIDE podeljuje tudi častna naziva 
- častni mojster - HM
- častni velemojster - HGM

ter za sodniški naslov
- mednarodni sodnik (International Arbiter) - IA.

## Dopisni šah
Posebej pa se podeljujejo tudi naslovi za dopisni šah, ki jih podeljuje Mednarodna dopisna šahovska zveza (ICCF - The International Correspondence Chess Federation).
Od najnižjega navzgor so to:
- mojstrski kandidat (Candidate Master) - CM
- FIDE mojster (FIDE Master) - FM
- mednarodni mojster (International Master) - IM
- starejši mednarodni mojster (Senior International Master) - SM
- velemojster (Grandmaster) - GM

## Problemski šah
Naslovi za šahovsko kompozicijo (problemski šah) vključujejo sestavljanje problemov (kompozicijo) in reševanje problemov. Naslovi so:
- kompozitor oz. reševalec šahovskih problemov 1. kategorije
- mojstrski kandidat kompozitor oz. reševalec šahovskih problemov
- mojster kompozitor oz. reševalec šahovskih problemov
- mojster problemskega šaha

Prvi trije nazivi se lahko dodelijo neodvisno kompozitorjem in reševalcem
šahovskih problemov in študij.
Naziv mojster problemskega šaha se podeli tistim šahovskim problemistom,
ki predhodno osvojijo naziv mojster v obeh kategorijah in imajo vsaj en
problem objavljen v Albumu FIDE. Nazivi so trajni.
Stopnje mednarodnih kategorij oziroma naslovov (po presoji Stalne komisije FIDE za šahovsko kompozicijo - FIDE Permanent Commission for Chess Compositions):
- FIDE mojster reševanja - FMS
- mednarodni mojster reševanja - IMS
- velemojster reševanja - GS
- FIDE mojster v komponiranju - FMC
- mednarodni mojster v komponiranju - IMC
- velemojster v komponiranju - GMC

ter za sodnike
- mednarodni sodnik šahovske kompozicije - IJCC

## Zgodovina
Naziv velemojster se je uveljavil po turnirju v Petrogradu (Sankt-Peterburg) leta 1914, ko je ruski car Nikolaj II tako poimenoval najboljše igralce turnirja: Laskerja, Capablanco, Aljehina, Tarrascha in Marshala. 
Leta 1950 je FIDE podelila prvih 27 velemojstrskih naslovov, 94 naslovov mednarodnega mojstra in 17 naslovov mednarodne mojstrice. Prvi FIDE velemojstri so bili: Ossip Bernstein, Isaac Boleslavsky, Igor Bondarevsky, Mikhail Botvinnik, David Bronstein, Oldrich Duras, Max Euwe, Reuben Fine, Salo Flohr, Ernst Gruenfeld, Paul Keres, Borislav Kostić, Alexander Kotov, Grigory Levenfish, Andor Lilienthal, Geza Maroczy, Jacques Mieses, Miguel Najdorf, Viacheslav Ragozin, Samuel Reshevsky, Friedrich Sämisch, Vasily Smyslov, Gideon Stahlberg, László Szabó, Savielly Tartakower in Milan Vidmar. 
Število velemojstrov je sprva počasi naraščalo, predvsem ker niso bili povsem jasni kriteriji za ta naziv. 
Leta 1976 je bilo tako na seznamu FIDE 144 velemojstrov, ki so prihajali iz 26. držav ter treh brezdomcev, ki se v tistem trenutku niso opredelili (Anatolij Lejn, Viktor Korčnoj, Leonid Šamkovič). Največ, štirideset velemojstrov je prihajalo iz Sovjetske zveze, kar dvajset pa je bilo jugoslovanov. Skupaj z 12 madžarskimi pa so torej tri države imela natančno polovico takratnih velemojstrov! Julija 2004) pa je bilo na seznamu FIDE kar 891 velemojstrov!
Robert Fischer je postal velemojster na Turnirju kandidatov leta 1959 pri starosti 15 let. Leta 2002 pa je dvanajstletni Ukrajinec Sergey Karjakin postal najmlajši velemojster vseh časov.
Velemojstri imajo običajno rating FIDE čez 2500 točk, mednarodni mojstri pa 2400 - 2500 ratinških 
točk.

## Slovenski velemojstri
Prvi slovenski velemojster je postal dr. Milan Vidmar. Naziv je dobil leta 1950 za rezultat v letu 1911: delitev drugega mesta z Rubensteinom takoj za Capablanco na turnirju v San Sebastianu. Vasja Pirc pa je bil drugi velemojster od leta 1953, naslov mu je priznan za predvojne rezultate.
Slovenski velemojstri (GM, po letnici pridobitve naslova):
- Milan Vidmar† 1950
- Vasja Pirc† 1953
- Bruno Parma 1963
- Albin Planinec† 1972
- Aleksander Beljavski 1975
- Enver Bukić† 1976
- Adrian Mihalčišin 1978
- Stojan Puc† 1984
- Dražen Sermek 1994
- Georg Mohr 1997
- Duško Pavasović 1999
- Marko Tratar 2006
- Luka Lenič 2008
- Jure Borišek 2008
- Jure Škoberne 2010
- Matej Šebenik 2012
- Ana Muzičuk 2012
- Jan Šubelj 2023

Velemojstri v dopisnem šahu:
- Milan Vidmar†
- Franček Brglez† 1975
- Leon Gostiša 1998
- Boris Žlender 1998
- Marjan Šemrl 2008
- Iztok Brunšek 2009

Ženske velemojstrice (wGM):
- Ana Muzičuk 2004
- Darja Kapš 2005
- Ana Srebrnič 2006
- Jana Krivec 2007
- Laura Unuk 2019